# JR東日本東北硬式野球部
JR東日本東北硬式野球部（ジェイアールひがしにほん とうほくこうしきやきゅうぶ）は、宮城県仙台市に本拠地を置き、日本野球連盟に所属する社会人野球チームである（合宿所・練習グラウンドは宮城県宮城郡利府町に所在する）。

## 概要
チームの歴史は古く、1919年（大正8年）に創部した時代までさかのぼり、都市対抗野球の歴史よりも長い。戦前の同大会では、16回のうち12回に出場するなど輝かしい実績を誇ったが、戦後は低迷が続いた。
1987年（昭和62年）に国鉄が民営化されると盛岡・秋田の各鉄道管理局チームを統合して「JR東日本東北」として再スタートを切った。1995年（平成7年）に都市対抗野球大会への出場を決めたが、実に53年ぶりの出場であった。盛岡・秋田は一度クラブチームとして活動したが、改めて支社直属の野球部として再編されている。なお、旧盛岡鉄道管理局が母体だった「盛岡倶楽部」は、旧岩手銀行硬式野球部の廃部後の後継の一つでもあったため、支社野球部再発足後も存続して活動している。
近年では七十七銀行とともに東北勢の核となる活躍を見せている。2011年（平成23年）の東日本大震災を受け、一時活動を休止して本業に専念した。これを乗り越えて出場した第82回都市対抗野球大会ではチーム史上初のベスト4に進出した。これに敬意を表して、特別に「がんばろう!!日本特別賞」が大会本部より授与された。
第95回都市対抗野球大会には、県勢初となる決勝進出を果たした。
JR東日本硬式野球部のような独自の応援部は無いが、Suicaのペンギンの着ぐるみが登場することもある。着ぐるみは複数存在しているため、2022年にJR東日本と対戦する際には2体が登場しそれぞれのチームを応援する。

## 設立・沿革
- 1919年（大正8年） - 「仙台鉄道管理局」として創部
- 1920年（大正9年） - 鉄道省昇格で「仙台鉄道局」に改称
- 1927年（昭和2年） - 都市対抗野球初出場（第1回大会；初戦敗退）
- 1950年（昭和25年） - 国鉄の組織再編で「仙台鉄道管理局」に改称
- 1976年（昭和51年） - 日本選手権初出場（初戦敗退）
- 1987年（昭和62年） - 国鉄民営化に伴い、盛岡鉄道管理局、秋田鉄道管理局を併合し「JR東日本東北」に改称

## 主要大会の出場歴・最高成績
- 都市対抗野球大会　出場30回、準優勝1回(2024年)、4強1回（2011年）
- 日本選手権大会　出場15回、4強1回（2007年）
- JABA北海道大会　優勝1回（2000年）
- JABA東北大会　優勝2回（2008,14年）
- JABA四国大会　優勝1回（2006年）

## 主な出身プロ野球選手

### 仙台鉄道局
- 成田友三郎：投手（1936年東京巨人軍入団；退部後他チームを経て入団）
- 煤孫伝：外野手（1937年春大東京軍入団）
- 小田野柏：外野手（1938年春阪急軍入団）
- 白坂長栄：内野手（1948年大阪タイガース入団）

### 仙台鉄道管理局
- 佐藤孝夫：外野手（1952年国鉄スワローズ入団）
- 佐藤公男：投手（1953年松竹ロビンス入団）
- 山本格也：捕手（1959年毎日オリオンズ入団）
- 若生和也：投手（1967年中日ドラゴンズドラフト3位→ロッテオリオンズ；退部後他チームを経て指名）
- 高橋英二：内野手（1970年読売ジャイアンツドラフト6位→広島東洋カープ）
- 高橋正巳：投手（1979年日本ハムファイターズドラフト2位→横浜大洋ホエールズ）
- 太田敏之：投手（1981年阪急ブレーブスドラフト2位）

### JR東日本東北
- 小坂誠：内野手（1996年千葉ロッテマリーンズドラフト5位→巨人→東北楽天ゴールデンイーグルス）
- 平野将光：投手（2007年埼玉西武ライオンズ大学・社会人ドラフト1位）
- 攝津正：投手（2008年福岡ソフトバンクホークスドラフト5位）
- 森内壽春：投手（2011年北海道日本ハムファイターズドラフト5位）
- 加藤正志：投手（2014年東北楽天ゴールデンイーグルスドラフト6位）

#### 国鉄・東北地区各鉄道管理局野球部出身プロ野球選手
盛岡鉄道管理局
- 沢藤光郎：投手（1950年近鉄パールス入団）
- 岩崎哲郎：捕手、外野手（1955年国鉄スワローズ入団）
- 泉沢彰：投手（1969年西鉄ライオンズドラフト1位）
- 瀬戸和則：投手（1973年広島東洋カープドラフト3位→ヤクルトスワローズ）

## 元プロ野球選手の競技者登録
- 佐藤良一：元選手、元監督（元近鉄パールス）
- 井上祐二：元コーチ（元南海ホークス・福岡ダイエーホークス、広島東洋カープ、千葉ロッテマリーンズ）

## 在籍者・関係者
- 藤井省二：元監督
- 西村亮：監督